# Томашовиці (Люблінське воєводство)
Томашовиці (пол. Tomaszowice) — село в Польщі, у гміні Ясткув Люблінського повіту Люблінського воєводства.
Населення — 477 осіб (2011).
У 1975-1998 роках село належало до Люблінського воєводства.

## Демографія
Демографічна структура станом на 31 березня 2011 року:
|          | Загалом | Допрацездатний вік | Працездатний вік | Постпрацездатний вік |
| -------- | ------- | ------------------ | ---------------- | -------------------- |
| Чоловіки | 228     | 65                 | 139              | 24                   |
| Жінки    | 249     | 54                 | 146              | 49                   |
| Разом    | 477     | 119                | 285              | 73                   |